# Steinicht

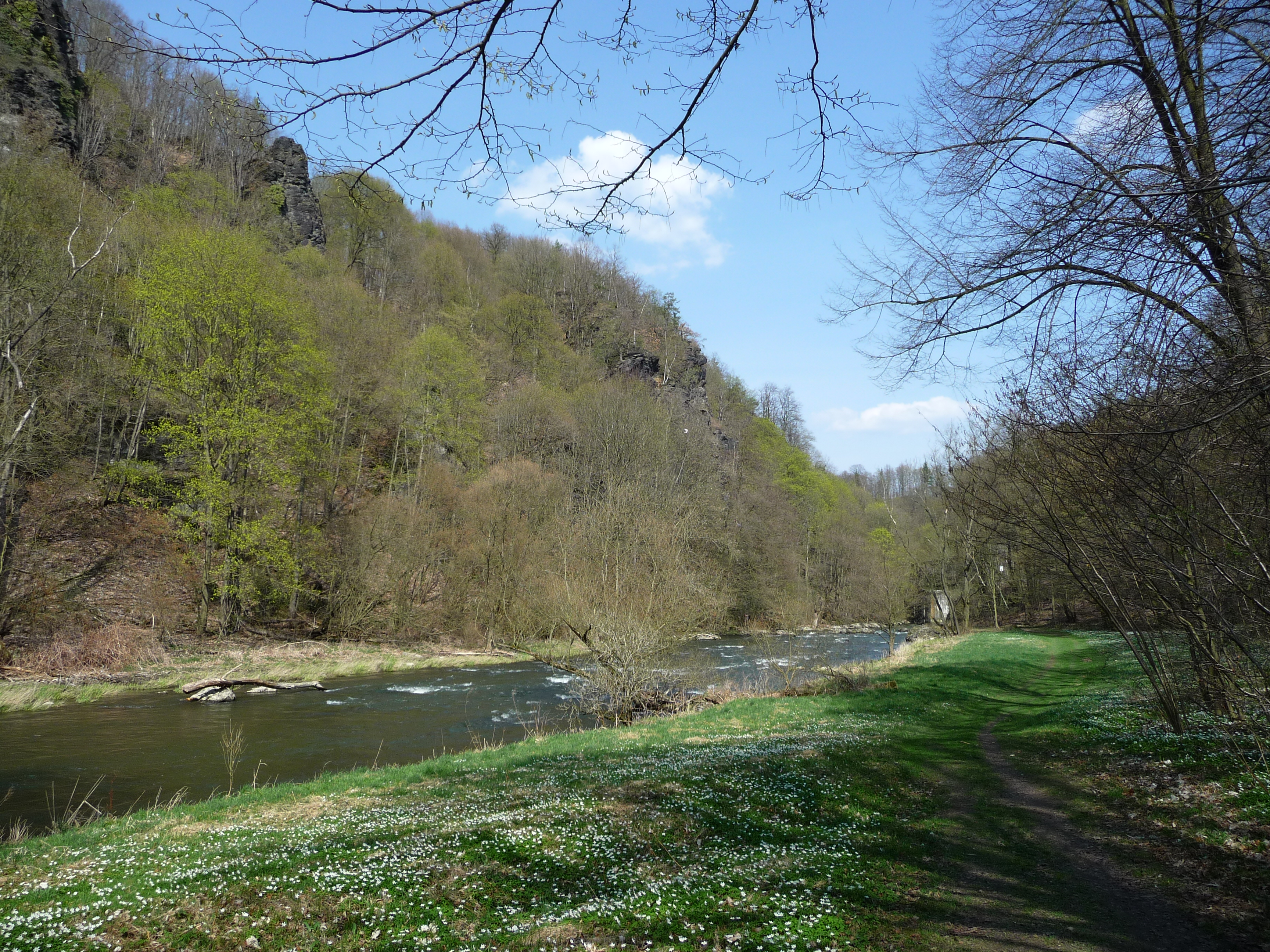
Steinicht zwischen der Rentzschmühle und Elsterberg

Das Steinicht ist ein steilwandiges Flusstal der Weißen Elster und befindet sich im mittleren Vogtland in Westsachsen und zum kleinen Teil in Ostthüringen. Es gehört zur Vogtländischen Schweiz und zum 1.510 ha großen Landschaftsschutzgebiet Kuhberg – Steinicht.
Das drei Kilometer lange, bis zu 70 Meter tief eingeschnittene V-Tal zwischen Rentzschmühle und Franzmühle gilt mit Recht als die eindrucksvollste Talstrecke des gesamten Elsterlaufes.
Die Aue ist stellenweise kaum 50 Meter breit. Die vielfach fast senkrecht aufragenden Talwände sprechen für die gute Verwitterungsresistenz des Diabases, in den sich der Fluss seit Beginn der Talbildung am Übergang vom Tertiär zum Quartär eingetieft hat.

## Klettergebiet

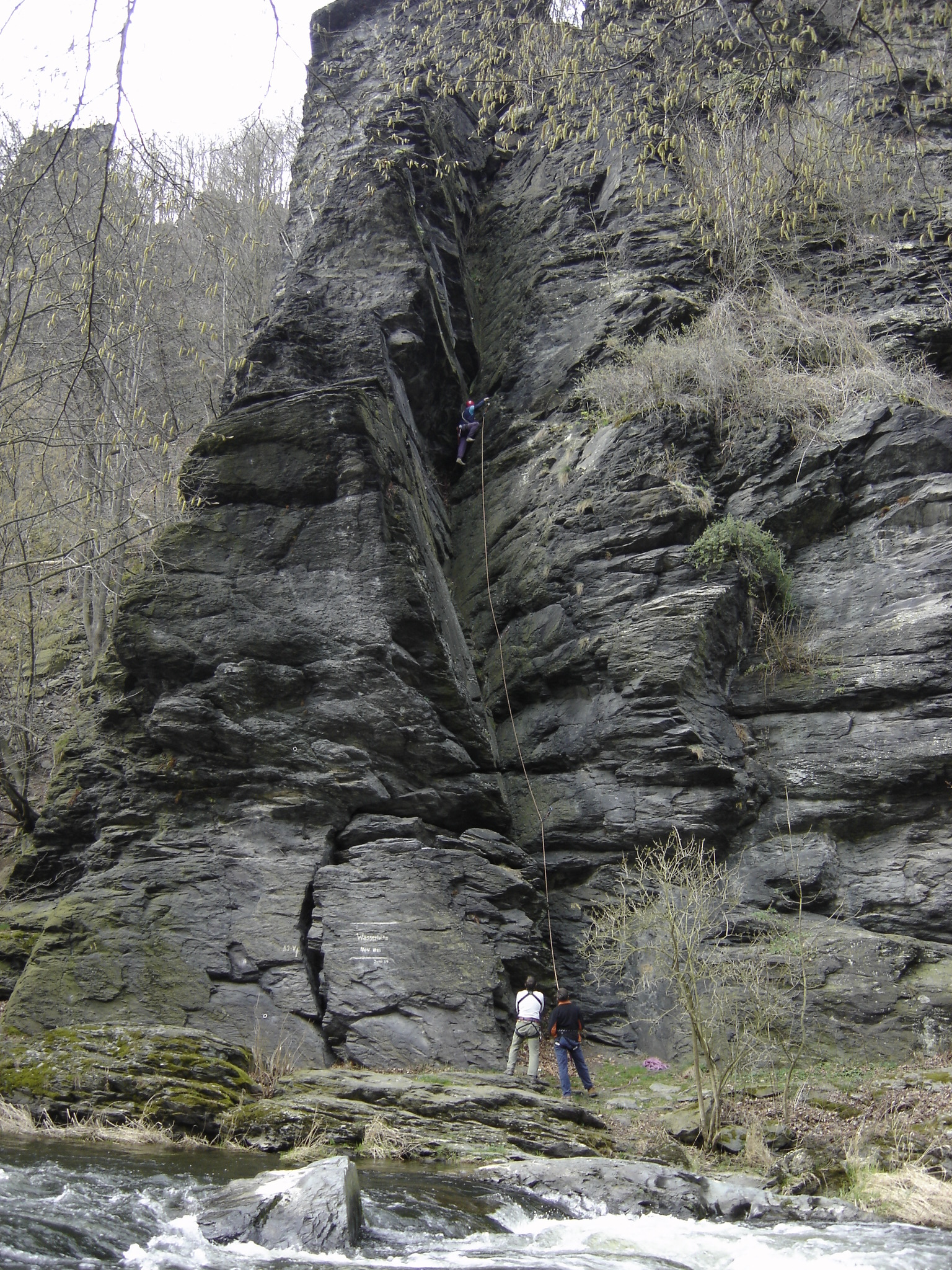
Kletterfelsen im Steinicht

Das Steinicht gilt als das größte Klettergebiet des Vogtlandes. Es wurde bereits 1834 vom Plauener Turnvater Otto Leonhard Heubner erschlossen. Gleich hinter Rentzschmühle kann man die Bergsteiger am Nelkenstein beobachten, danach der Uhustein. Der Orbisgraben ist benannt nach dem heiligen Urbanus, dem eine Kapelle auf der Höhe geweiht war. Es ist ein steiler wildromantischer Aufstieg hinauf in die Cossengrüner Flur. Hier befinden sich die Felsen Dornbusch (Dornstaude), Turm, Teufelskanzel, Hundstein und Peterstein. Ganz vorn der Fuchsstein am linken Elsterufer. Am rechten Elsterufer befindet sich der Otterstein.
Am Uhustein nistete noch Ende des 19. Jahrhunderts der Uhu. Der Naturfreund und der Botaniker finden zahlreiche seltene Pflanzen.
Selbst bei normalen Wasserstand der Weißen Elster rauschen die Fluten im Bereich des Orbisgrabens mit beachtlichem Gefälle über die Steine im Flussbett, und Hochwassermarken von 1898 und 1954 an der Felswand des Petersteines zeugen davon, welche Naturgewalten sich in diesem Tal entfesselten und zu verheerenden Schäden führten. Hier befinden sich die alten Grenzmarken, die die Fischereirechte markierten.

## Wanderwege
Durch das Tal führt keine Straße. Nur die Elstertalbahn und Wanderwege begleiten hier den Lauf der Weißen Elster.
Der Reitsteig auf der rechten Talseite verband einst die Burg Liebau mit der Elsterberger Burg. Diese Strecke ist ein gut ausgebauter Weg.
Für ortskundige Wanderer gibt es auch einen Weg entlang der Felsen auf der linken Talseite. Man muss dazu den Steinbruch passieren und hat auch am Nelkenstein eine kurze schlechte Wegstrecke. Dieser Weg ist besser zu begehen, wenn man von der Gippe startet und den Weg durch den Orbisgraben hinauf nach Cossengrün geht. Vom Hundsstein hat man dann einen Blick über das Tal.

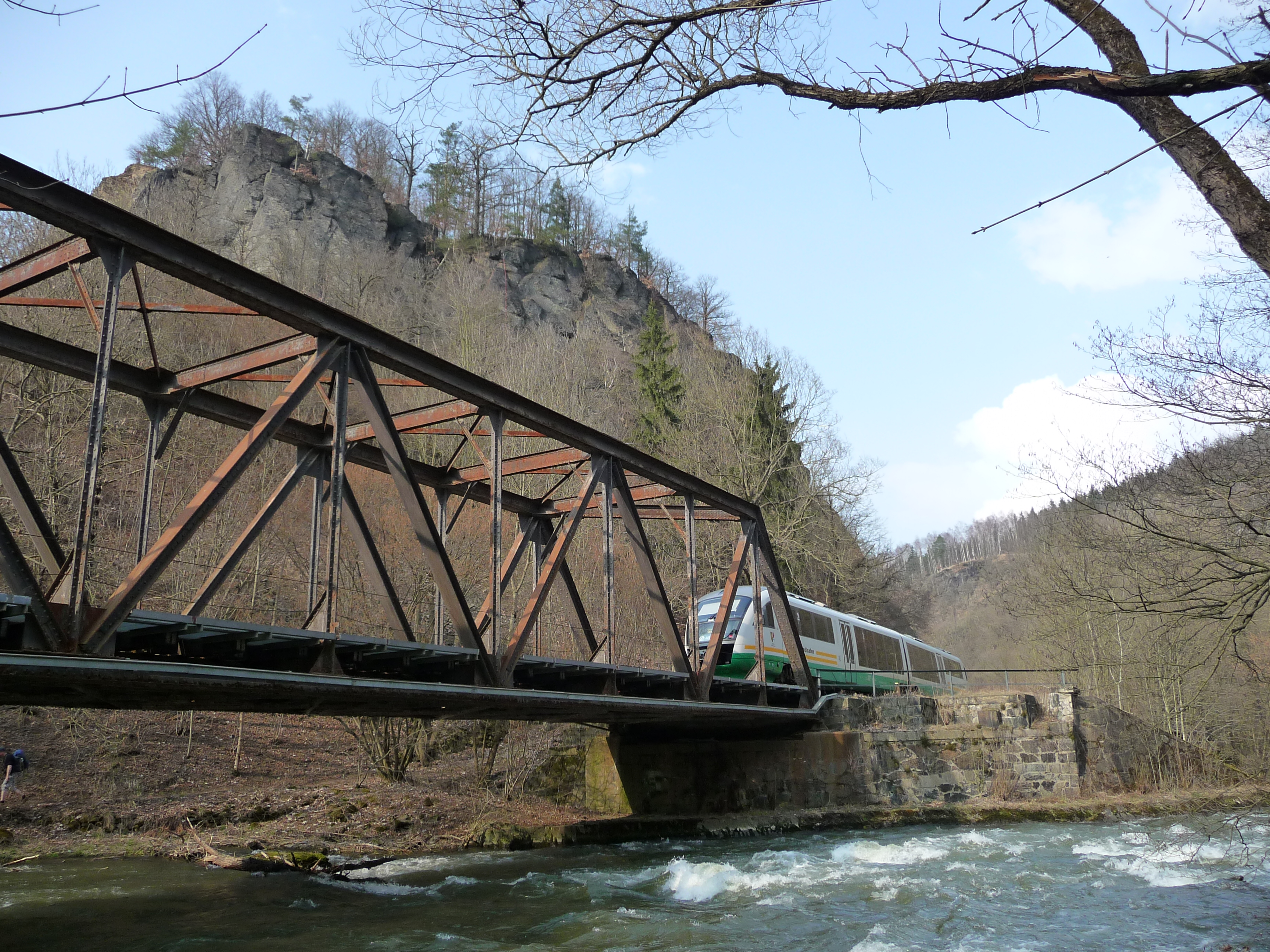
Nelkenstein im Steinicht
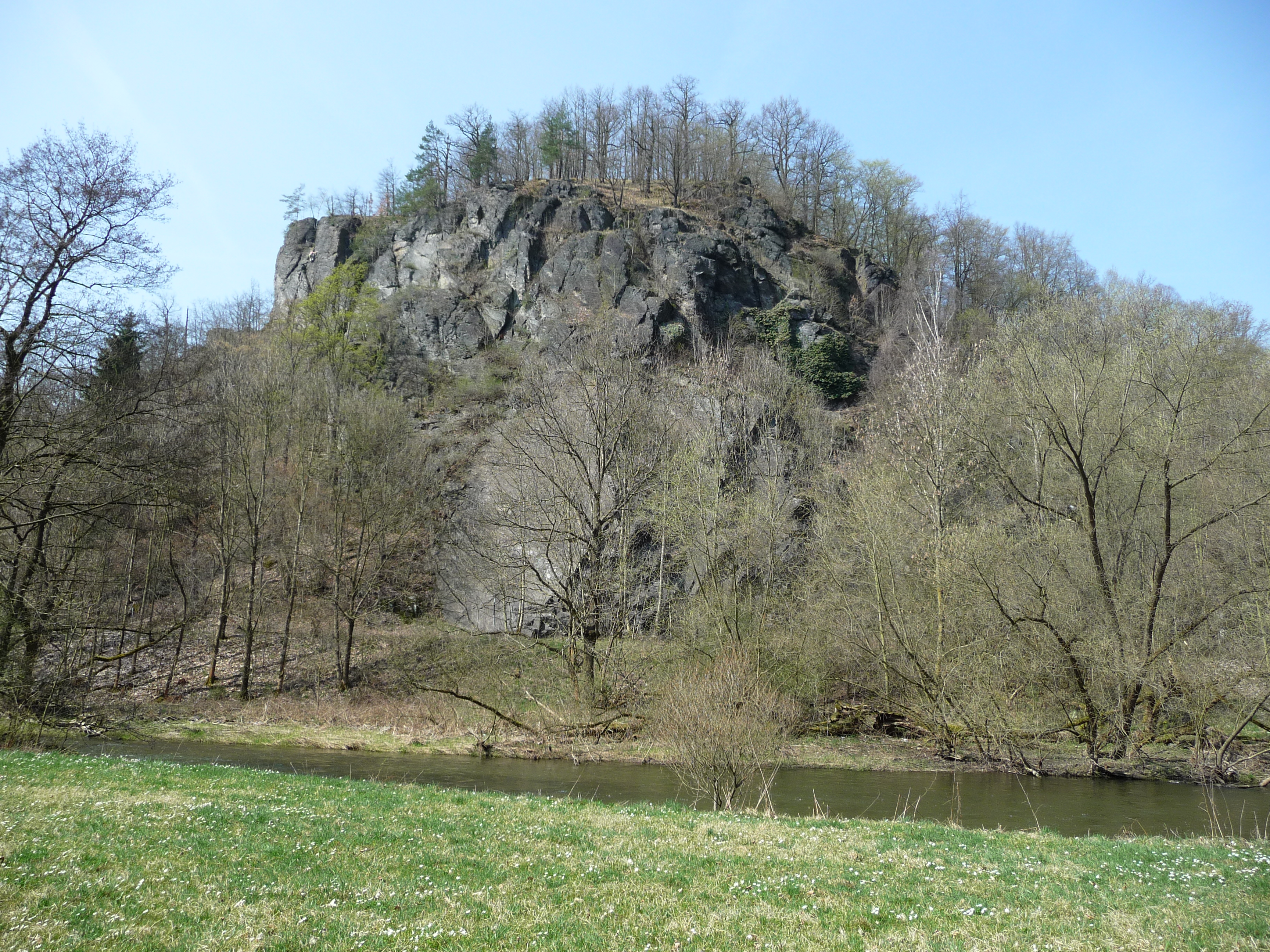
Gesamtansicht des Nelkenstein
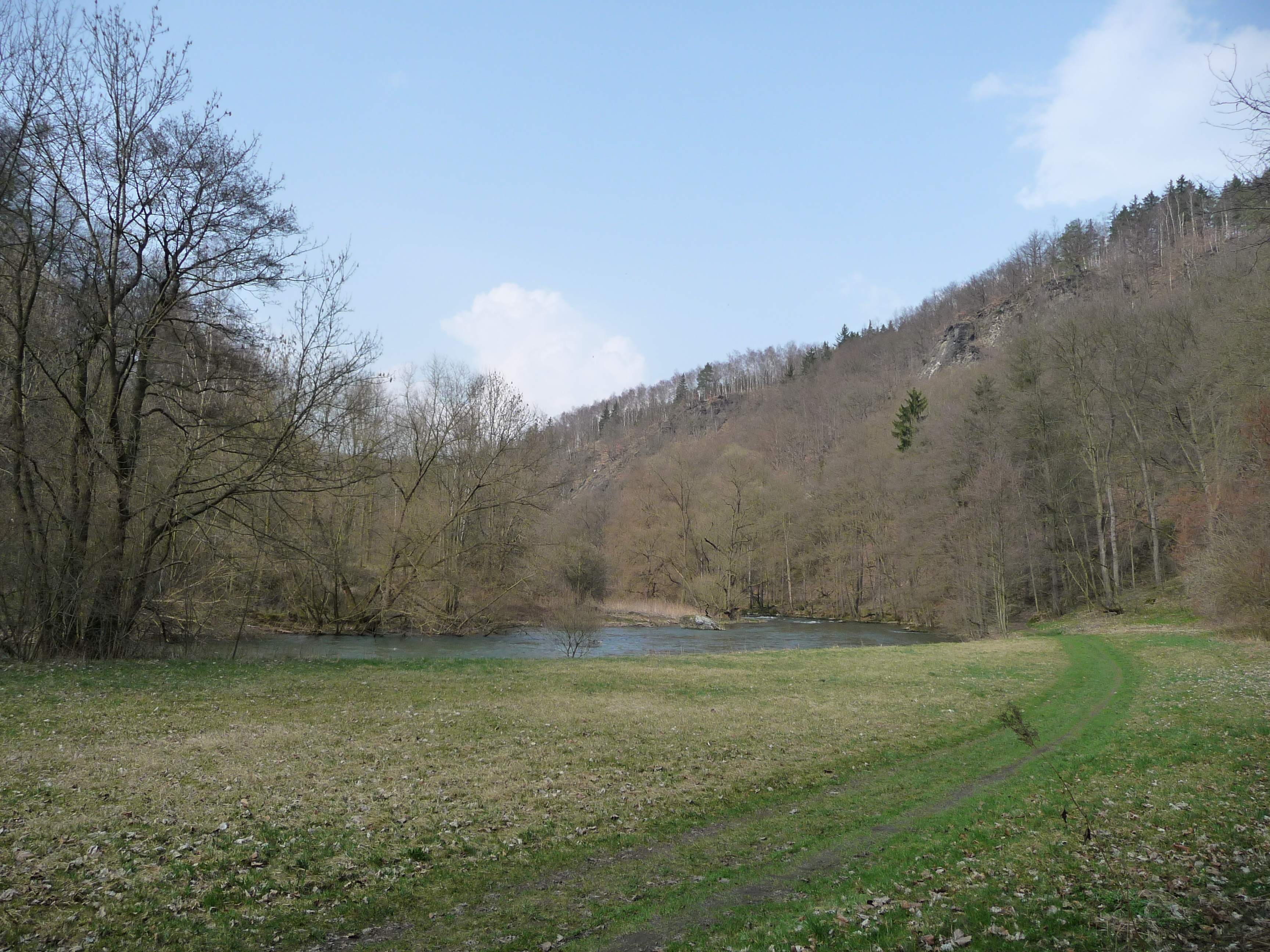
Steinicht nahe Rentzschmühle